# Ptycta lineata
Ptycta lineata är en insektsart som beskrevs av Edward L. Mockford 1974. Ptycta lineata ingår i släktet Ptycta och familjen storstövsländor. Inga underarter finns listade i Catalogue of Life.